# Kanton Saint-Junien-Est

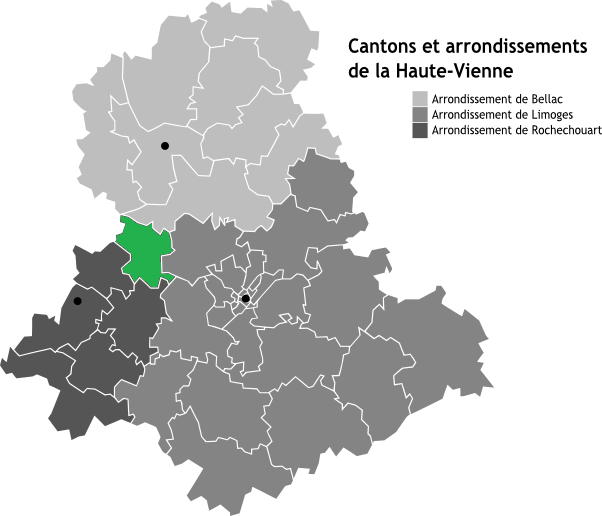
Kanton Saint-Junien-Est

Der Kanton Saint-Junien-Est war von 1973 bis 2015 ein französischer Wahlkreis im Arrondissement Rochechouart, im Département Haute-Vienne und in der Region Limousin; sein Hauptort war Saint-Junien.

## Gemeinden
Der Kanton umfassre einen Teil der Stadt Saint-Junien (angegeben ist die Gesamteinwohnerzahl der Stadt; im Kanton selbst lebten etwa 5100 Einwohner von Saint-Junien) und weiteren fünf Gemeinden:
| Gemeinde               | Einwohner Jahr | Fläche km² | Bevölkerungsdichte | Code INSEE | Postleitzahl |
| ---------------------- | -------------- | ---------- | ------------------ | ---------- | ------------ |
| Javerdat               | 711 (2013)     | 25,52      | 28 Einw./km²       | 87078      | 87520        |
| Oradour-sur-Glane      | 2424 (2013)    | 38,16      | 64 Einw./km²       | 87110      | 87520        |
| Saint-Brice-sur-Vienne | 1656 (2013)    | 20,85      | 79 Einw./km²       | 87140      | 87200        |
| Saint-Junien           | 11.301 (2013)  | –          | – Einw./km²        | 87154      | 87200        |
| Saint-Martin-de-Jussac | 553 (2013)     | 14,4       | 38 Einw./km²       | 87164      | 87200        |
| Saint-Victurnien       | 1712 (2013)    | 21,04      | 81 Einw./km²       | 87185      | 87420        |